# Grace Gummer
Grace Jane Gummer (Nova Iorque, 9 de maio de 1986) é uma atriz americana. Ela é mais conhecida por interpretar Anna Moore em Gigantic, Julie Gelineau em Extant e Dominique DiPierro em Mr. Robot.

## Filmografia

### Cinema
| Ano  | Título                               | Papel             | Notas          |
| ---- | ------------------------------------ | ----------------- | -------------- |
| 1993 | The House of the Spirits             | Clara jovem       |                |
| 2010 | Meskada                              | Nat Collins       |                |
| 2010 | Bashert                              | Abby              | Curta-metragem |
| 2011 | Larry Crowne                         | Natalie Calimeris |                |
| 2012 | Frances Ha                           | Rachel            |                |
| 2014 | The Homesman                         | Arabella Sours    |                |
| 2014 | Learning to Drive                    | Tasha             |                |
| 2015 | Jenny's Wedding                      | Anne              |                |
| 2018 | The Long Dumb Road                   | Nina              |                |
| 2018 | That's Harassement                   | Ela               | Curta-metragem |
| 2018 | Beast of Burden                      | Jen               |                |
| 2019 | Standing Up, Falling Down            | Megan             |                |
| 2025 | Springsteen: Deliver Me from Nowhere | Barbara Landau    |                |

### Televisão
| Ano       | Título                            | Papel              | Notas                         |
| --------- | --------------------------------- | ------------------ | ----------------------------- |
| 2010–2011 | Gigantic                          | Anna Moore         | 18 episódios                  |
| 2012–2013 | Smash                             | Katie Rand         | 2 episódios                   |
| 2013      | Zero Hour                         | Paige Willis       | 6 episódios                   |
| 2013-2014 | Paloma                            | Paloma             | 5 episódios                   |
| 2013-2014 | The Newsroom                      | Hallie Shea        | 10 episódios                  |
| 2013      | American Horror Story: Coven      | Millie             | Episódio: "The Axeman Cometh" |
| 2014–2015 | Extant                            | Julie Gelineau     | 26 episódios                  |
| 2014–2015 | American Horror Story: Freak Show | Penny              | 7 episódios                   |
| 2015-2016 | Good Girls Revolt                 | Nora Ephron        | 3 episódios                   |
| 2016      | Confirmation                      | Ricki Seidman      | Telefilme                     |
| 2016-2019 | Mr. Robot                         | Dominique DiPierro | 31 episódios                  |
| 2019      | The Hot Zone                      | Melinda Danport    | 4 episódios                   |
| 2020      | A Teacher                         | Chloe              | Episódio: "Episode 9"         |
| 2021      | Dr. Death                         | Kim Morgan         | 6 episódios                   |
| 2022      | Let the Right One In              | Claire Logan       | 10 episódios                  |
| 2024      | American Horror Story: Delicate   | Margaret Alcott    | 2 episódios                   |
| 2025      | All's Fair                        |                    |                               |
| 2026      | American Love Story               | Caroline Kennedy   |                               |

### Teatro
| Ano  | Título                   | Papel            | Notas        |
| ---- | ------------------------ | ---------------- | ------------ |
| 2011 | Arcadia                  | Chloë Coverly    | Broadway     |
| 2012 | The Columnist            | Abigail          | Broadway     |
| 2018 | Mary Page Marlowe        | Roberta Marlowe  | Off-Broadway |
| 2019 | A Bright Room Called Day | Paulinka Erdnuss | Off-Broadway |